# 雙醣酶
雙醣酶（英語：Disaccharidase），也称二糖酶，是糖苷水解酶，是一種能將某些稱為雙糖的糖類分解成稱為單糖的較簡單糖類的酶。在人體中，二糖酶主要是在小腸壁稱為刷状缘（brush border）的區域製造，因此屬於「刷状缘酶」類別。
其中一種酶的遺傳缺陷會導致雙糖不耐症，例如乳糖不耐症或蔗糖不耐症。

## 雙醣酶的例子
- 乳糖酶（將乳糖分解為葡萄糖和半乳糖）
- 麥芽糖酶（將麥芽糖分解為2個葡萄糖）
- 蔗糖酶（將蔗糖分解為葡萄糖和果糖）
- 海藻糖酶（英语：Trehalase）（將海藻糖分解為2個葡萄糖）

有關小腸雙醣酶的全面科學概述，可以參考OMMBID的第75章。 欲了解更多線上資源和參考資料，請參閱遗传性代谢缺陷。

## 延申閱讀
- Poley, J. R.; Bhatia, M.; Welsh, J. D. . Digestion. 1978, 17 (2): 97–107. PMID 627328. doi:10.1159/000198100.
- Neale, G. . J Clin Pathol Suppl (R Coll Pathol). 1971, 5: 22–28. PMC 1176256 . doi:10.1136/jcp.s3-5.1.22.
- Laws, J. W.; Neale, G. . Lancet. 1966, 2 (7455): 139–143. PMID 4161630. doi:10.1016/S0140-6736(66)92424-X.
- Laws, J. W.; Spencer, J.; Neale, G. . The British Journal of Radiology. 1967, 40 (476): 594–603. PMID 4952296. doi:10.1259/0007-1285-40-476-594.